# زبان گالو

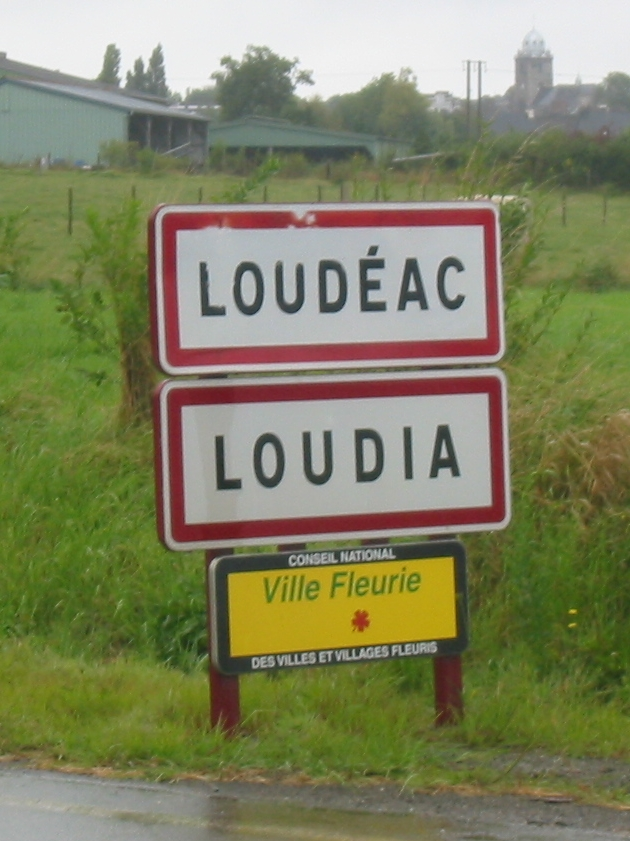
تابلویی دوزبانه به فرانسه و گالو

زبان گالو از زبان‌های هندواروپایی از شاخه اوییل محسوب می‌شود که در کشور فرانسه توسط اقلیتی سی هزار نفری در منطقه نرماندی تکلم می‌شود.این زبان تحت نفوذ زبان فرانسوی در حال فراموشی می‌باشد.در یک ایستگاه محلی مترو در منطقه رن تابلوهای دوزبانه فرانسه و گالو را نصب کرده‌اند. اگرچه زبان گالو در آن منطقه چندان رایج نیست اما زمانی در دوره تاریخی در منطقه رن گفتگو می‌شده‌است.